# Rolf Schrepfer
Pour les articles homonymes, voir Schrepfer.
Rolf Schrepfer, né le 9 octobre 1973 à Busswil en Suisse, est un joueur suisse de hockey sur glace devenu entraîneur.

## Carrière

### Joueur
Rolf Schrepfer a commencé sa carrière en 1993 avec le HC Thurgovie, évoluant dans la Ligue nationale B jusqu'en 1997. Puis il a joué jusqu'en 2001 avec ZSC Lions, avec qui il fut champion en 2000 et 2001. Il fut ensuite sous contrat  jusqu'en 2006 avec le SC Berne, avec qui il a remporté le titre 2004. Puis Schrepfer a rejoint pour trois ans les Rapperswil-Jona Lakers. En 2008, il retourne au HC Thurgovie, où il est il a également entraîneur adjoint. Pour les séries éliminatoires en 2009, il a été prêté à l'équipe partenaire Kloten Flyers de Ligue nationale A.

#### Équipe nationale
Rolf Schrepfer a été trois fois international entre 2000 et 2002.

### Entraîneur
Au cours de la saison 2009/2010 il a été entraîneur des juniors du HC Thurgovie et les a amenés jusqu'en élite B. Pour la saison 2010/2011 Rolf Schrepfer a pris la fonction d'entraîneur-chef du HC Thurgovie. Lors de la saison 2012/2013 il a été entraîneur-joueur de la troisième classe du SC Weinfelden.
En avril 2015 Schrepfer a été nommé entraîneur adjoint des clubs de l'ALN, prenant le poste aux SCL Tigers, fonctions qu'il occupe jusqu'en octobre 2016 quittant le club en même temps que l'entraîneur Scott Beattie.
Il termine la saison 2016-2017 comme entraineur de l'équipe des moins de 20 ans de Langnau, puis est nommé pour 2017-2018 entraineur des moins de 20 ans de l'équipe SCRJ Lakers de Rapperswil qui remporte 3 années de suite le Championnat Elite junior B,.
Il est en 2020 l'entraineur du Hockey Club Arosa.
En février 2021, il est pressenti pour renforcer le staff du Hockey Club Olten, à la place de coach-adjoint, mais finalement reste à Arosa.

## Prix et distinctions

### Comme joueur
- 2000 champion de Suisse avec ZSC Lions
- Coupe continentale de hockey sur glace 2000-2001 avec ZSC Lions
- 2001 champion de Suisse avec ZSC Lions[11]
- 2004 champion de Suisse avec SC Bern

## Vie privée
Ce joueur est marié. Il a appris le métier de carreleur puis, au cours de sa carrière de hockey, il a complété son bagage par une formation de quatre ans en gestion.